# Do Pješivački
Do Pješivački (cyr. До Пјешивачки) – wieś w Czarnogórze, w gminie Danilovgrad. W 2011 roku liczyła 25 mieszkańców.